# Walton (Wakefield)
Walton is een civil parish in het bestuurlijke gebied City of Wakefield, in het Engelse graafschap West Yorkshire. De civil parish telt 3.377 inwoners.
Walton is gelegen aan het Barnsley Canal.
Walton Hall, het geboortehuis van Charles Waterton is in Walton gelegen. Hij vormde het landgoed, dat al acht eeuwen in zijn familie was, om tot een natuurreservaat dat plaats bood aan vele vogelsoorten en dat hij openstelde voor publiek. Hij procedeerde tegen de aangrenzende zeepfabriek van Simpson, die de omgeving vervuilde. Na zijn dood verkocht zijn zoon Edmund het reservaat aan... Simpson.